# Cerkiew św. Mikołaja w Stuttgarcie
Cerkiew św. Mikołaja – parafialna prawosławna cerkiew w Stuttgarcie, wzniesiona w 1895.

## Historia
Pojawienie się prawosławnych Rosjan w Stuttgarcie wiąże się z małżeństwem wielkiej księżnej Rosji Katarzyny Pawłownej z późniejszym królem Wirtembergii Wilhelmem. Po jej śmierci w 1819 w pięć lat później nad jej grobem zostało wzniesione mauzoleum z kaplicą prawosławną. Obecna cerkiew została wzniesiona z inicjatywy Wery Konstantynowny Romanowej, która chciała w ten sposób uczcić swoją adopcyjną matkę, zmarłą królowej Wirtembergii Olgę Nikołajewnę Romanową. Prace nad wzniesieniem cerkwi zostały ukończone w 1895. 
W 1944 na skutek bombardowania cerkiew została niemal całkowicie zniszczona, pozostały tylko ściany zewnętrzne. W latach 50. miała miejsce jej częściowa restauracja, dokonana z pomocą finansową władz miasta. Całkowicie odbudowana w 1972, uzyskała nowy ikonostas wykonany przez Nikołaja Szelechowa. W 1998 została przy niej wzniesiona dzwonnica. 
Jest siedzibą parafii pozostającej w jurysdykcji Rosyjskiego Kościoła Prawosławnego poza granicami Rosji. Przy cerkwi działa szkoła rosyjska oraz ośrodek kulturalny. 

## Architektura
Cerkiew reprezentuje styl eklektyczny. Została wzniesiona z czerwonej cegły, posiada jedną nawę. Wejście do budynku prowadzi przez zewnętrzne schody i przedsionek, nad którym położona jest strzeliście wykończona wieża z niewielką cebulastą kopułą oraz rzędem półkolistym okien z obramowaniami poniżej poziomu dachu. Powyżej nawy położona jest większa kopuła. Okna w cerkwi są półkoliste, nieregularnie rozmieszczone, z obramowaniami z białego kamienia. 